# Tulipa urumiensis
Espèce
Classification phylogénétique
Tulipa urumiensis est une espèce de plantes de la famille des Liliacées.